# Gavin Sutherland
Gavin Sutherland, född 26 juni 1979, är en zimbabwisk bågskytt. Han deltog vid olympiska sommarspelen 2016.